# Thụy Dân
Thụy Dân là một xã thuộc huyện Thái Thụy, tỉnh Thái Bình, Việt Nam.
Xã có diện tích 4,61 km², dân số năm 1999 là 4629 người, mật độ dân số đạt 1004 người/km².